# 范超
范超（？—979年），北漢英武帝劉繼元愛將，曾任侍衛親軍都虞候及宣徽使。
天會十二年（即公元968年）十一月，劉繼元因其同母異父之兄劉繼恩被刺殺後登基，劉繼元嫡母、劉承鈞之妻郭皇后經常以小事而責怪劉繼元之妻段氏，之後段氏病死，劉繼元認為是郭皇后所為，所以劉繼元派遣其愛將范超將郭皇后捕捉及用繩將其勒死。
開寶三年（即公元970年）二月，北漢同時躍升禮部侍郎李惲為司空、同平章事，鴻臚卿劉繼顒為太師、兼中書令、領成德節度使，三司使高仲曦為樞密使，閹人衛德貴為皇城都點檢，嬖人范超為侍衛親軍都虞候，但衛德貴及范超實質掌握機務，而李惲等則屬後備而已。
經歷天會十三年（即公元969年）久攻不下而退兵的宋太祖趙匡胤再次親征北漢，到太平興國四年（即公元979年）五月，宋軍攻破羊馬城，一心打算出城投降時任宣徽使之范超，卻被宋軍當作出城作戰，被宋軍擒獲而且獻給趙匡胤，最後被宋軍在軍旗下斬首，而范超之家屬則被城內北漢君主所殺，頭顱被丟出城外。